# K2-325
K2-325, EPIC 246074965 — одиночная звезда в созвездии Водолея на расстоянии приблизительно 366 световых лет (около 112 парсек) от Солнца.
Вокруг звезды обращается, как минимум, одна планета.

## Характеристики
K2-325 — красный карлик спектрального класса M4V. Масса — около 0,274 солнечной, радиус — около 0,298 солнечного, светимость — около 0,01 солнечной. Эффективная температура — около 3325 К.

## Планетная система
В 2020 году командой астрономов, работающих с фотометрическими данными в рамках проекта Kepler K2, было объявлено об открытии планеты K2-325 b.